# Università di San Gallo
L'Università di San Gallo (ufficialmente Universität St.Gallen – Hochschule für Wirtschafts-, Rechts- und Sozialwissenschaften sowie Internationale Beziehungen (HSG); abbreviata HSG) è situata sul Rosenberg, una piccola collina, nella città svizzera di San Gallo. A confronto con altre università svizzere l'università di San Gallo è tra le più piccole, la sua facoltà di economia è però la più grande dell'intera area germanofona. L'università è pubblica e a carico del cantone di San Gallo. La HSG fa tra l'altro parte della AACSB e della EQUIS, così come delle varie CEMS, PIM, APSIA e Internationale Bodensee-Hochschule.

## Storia
Il 28 maggio 1898 il cantone di San Gallo decide di dare vita ad una scuola di commercio. Nel 1899 si tengono i primi corsi presso la nuova scuola, chiamata Handelsakademie ("accademia del commercio"). Si tratta quindi di una delle prime scuole di questo tipo a livello globale. Dal 1911 cambia il nome in Handels-Hochschule ("scuola superiore del commercio"). Nel 1938 ottiene poi il diritto di conferire il titolo di dottore.
Nel 1963 i lavori per i nuovi edifici dell'università finiscono e allo stesso tempo il nome cambia ancora in Hochschule für Wirtschafts- und Sozialwissenschaften ("scuola superiore di scienze economiche e sociali"). Già nel semestre successivo, al termine dei lavori per il nuovo stabilimento che dà spazio a un massimo di 900 studenti, il numero di studenti è salito a quota 1150.
Per l'entrata in vigore di una nuova legge sulle università in Svizzera, a partire dal 1989 la HSG si chiamerà Hochschule St. Gallen für Wirtschafts-, Rechts- und Sozialwissenschaften (scuola superiore di San Gallo di scienze economiche e sociali e di legge). Dal 1978 infatti la HSG offre anche una facoltà di giurisprudenza. Nel 1989, quando viene inaugurata la nuova biblioteca, gli studenti sono 3900.
Nel mese di febbraio del 1994 a seguito di una legge decretata dal parlamento cantonale di San Gallo, l'università cambia il nome in Universität St. Gallen (lasciando del vecchio nome solo l'abbreviazione HSG). Infatti la HSG è da allora ufficialmente università e non più una scuola superiore e gode dei privilegi assegnati per legge alle università. Il nuovo nome (Universität St. Gallen) è vantaggioso per la reputazione in quanto il nome riferisce a una scuola universitaria (Universität) e non più a un'"alta scuola" (Hochschule - scuola superiore), perché il termine Hochschule in svizzera di solito indica una forma di scuola per la quale non è necessaria la maturità (Maturität) e la quale non vanta di alcuni diritti riservati alle università (come p.e. il dottorato). D'altro lato il nome HSG viene mantenuto perché si era costruito una reputazione positiva con questa abbreviazione. Infatti nel linguaggio comune viene di solito usato il termine HSG, noto ormai in tutta la Svizzera.
Nel 2001 l'università lancia il nuovo concetto di studio. Infatti in quell'anno ci si è adeguati al concetto di studio a due livelli - quindi con Bachelor e Master - già in uso nei paesi circostanti dell'Unione europea. Anche in questo la HSG è stata un pioniere fra le università svizzere.
Nel 2005 la popolazione del cantone di San Gallo approva con più del 60 percento di voti favorevoli il referendum sul progetto di rinnovazione ed espansione dell'intera struttura immobiliare. Grazie a questo concetto, costato circa 80 milioni di franchi svizzeri, gli edifici risalenti agli anni sessanta del HSG sono stati ristrutturati interamente. I lavori sono terminati nel 2011.

### Ricerca
La HSG è molto nota anche per i suoi contributi alla ricerca nell'ambito della direzione aziendale. Il risultato più importante di questi anni di ricerca è "il modello sangallese sulla direzione aziendale" (das St. Galler Management Modell), ideato da Hans Ulrich e ottimizzato nel 2002 da Johannes Rüegg-Stürm, quest'ultimo insegna tuttora il modello citato nel corso BWL 1 (economia commerciale 1) che è obbligatorio per tutti gli studenti del primo anno.

### Simposio
Dal 1970 ogni anno un gruppo di studenti organizza il Simposio di San Gallo ("St. Gallen Symposium"), chiuso per la maggior parte delle riunioni al pubblico, al quale partecipano le figure più importanti del mondo dell'economia, della ricerca e della politica. Inoltre vi partecipano dei giovani non ancora noti, provenienti da tutto il mondo e appositamente scelti, che vengono chiamati "leaders of tomorrow", termine dal quale si può dedurre il loro ruolo. Tutto ciò è per la maggior parte autofinanziato grazie a degli sponsor.

## Struttura
L'Università di San Gallo punta in prima linea alla formazione e lo sviluppo dei quadri dirigenti e di personale specializzato nei campi di economia, amministrazione pubblica e di funzionari giudiziari.
L'università è divisa in Dipartimenti ("Abteilungen") e Istituti ("Institute"). I Dipartimenti sono responsabili dell'insegnamento e offrono corsi di studio per il Bachelor (Laurea triennale) e il Master (Laurea Magistrale). Gli Istituti sottolineano il carattere pratico dell'università e sono molto attivi nella ricerca applicata.
- Betriebswirtschaftliche Abteilung - Dipartimento di Economia Aziendale
- Volkswirtschaftliche Abteilung - Dipartimento di Economia Politica
- Rechtswissenschaftliche Abteilung - Dipartimento di Giurisprudenza
- Kulturwissenschaftliche Abteilung - Dipartimento di Studi Culturali

Relazioni Internazionali è un'ulteriore materia di insegnamento all'Università St. Gallen. I docenti appartengono al Dipartimento di Economia Politica. Inoltre l'Università St. Gallen è membro dell'European Research Center for Information Systems (ERCIS).

## Accesso agli studi e prospettive
Il primo anno di studio consiste in un assessment, al quale partecipano gli studenti di tutte le facoltà, dove si vuole dare un'educazione di base. Prima di questo anno, quindi durante l'iscrizione allo studio, è possibile scegliere però tra un profilo economico e uno giuridico. Per poter continuare in seguito con lo studio di giurisprudenza è necessario scegliere il secondo percorso, mentre per le facoltà economiche si sceglie il profilo economico. Per poter proseguire dopo il primo anno con il bachelor "law and economics" i due profili danno uguale diritto di iscrizione. I due anni successivi completano il bachelor. In tutto l'università offre cinque tipi di bachelor: Economia Aziendale (economia e commercio), economia politica (economia), giurisprudenza, International Affairs e Law & Economics.
Studenti provenienti dall'estero - a differenza degli studenti svizzeri - vengono selezionati dalla HSG attraverso un esame. La quota massima di studenti "stranieri" è fissata per adesso al 25 percento, aumenterà però durante i prossimi anni, quando verrà realizzata la nuova strategia di autofinanziamento ideata già nel 2012 dai vertici della HSG. Come studenti "stranieri" vengono considerati studenti che non hanno conseguito la maturità svizzera.
L'esame di ammissione ai corsi di laurea triennale (per soli studenti provenienti dall'estero), della durata di cinque ore (compresa una pausa), consta di cinque parti, per un totale di 120 quesiti a risposta chiusa (24 quesiti a sezione): Textanalyse (analisi del testo), QPL (Quantitatives Problemlösen, ovvero problemi matematici quantitativi), Mustererkennung (logica figurale), Sprachensysteme (sistemi linguistici, esercizi nei quali vengono fornite le traduzioni di quattro frasi scritte in una lingua inventata e viene chiesto di scegliere la traduzione di una frase scritta nella lingua nota, ovvero tedesco o inglese, nella lingua inventata fra quattro possibilità), infine Diagramminterpretation (analisi di grafici). Fra la terza e la quarta sezione è prevista una pausa di 45 minuti; i tempi a disposizione variano a seconda della sezione (50 per analisi del testo e sistemi linguistici, 55 minuti per QPL, 30 minuti per logica figurale e 40 minuti per analisi di grafici). L'esame deve essere sostenuto nella lingua scelta per il primo anno di studi (ovvero per l'anno di assessment); può essere sostenuto al massimo una seconda volta, e, in tal caso, non prima dell'anno successivo. 
Per quanto rivelato da fonti non ufficiali uno studente una volta ottenuta la laurea di Master alla HSG può scegliere in media tra 2 a 4 offerte di lavoro e guadagnerà in media 81500 franchi svizzeri l'anno (stipendio del primo anno di lavoro dopo lo studio).
Dal settembre 2012 gli ufficiali e sottufficiali dei gradi più alti possono far valere per la formazione nei quadri militari (sotto certe condizioni e fornendo prestazioni aggiuntive) fino a 6 ECTS nel ramo di studi "Hanndlungskompetenzen" ("capacità di agire").

## Rankings
Financial Times:
- Financial Times European Business School Ranking (ranking delle migliori business schools in Europa):
  - Ranking del 2021: 6º posto (altre università note in Svizzera in questo ranking: HEC Lausanne 51o, Università di Zurigo 69o; università italiane in questo ranking: Università Bocconi 5o, Politecnico di Milano 37o, Luiss Guido Carli 90o)[2]
  - Ranking del 2020: 7º posto (HEC Lausanne 40o, Università di Zurigo 69o; Università Bocconi 5o, Politecnico di Milano 41o, Luiss Guido Carli 85o)
  - Ranking del 2019: 4º posto (HEC Lausanne 47o, Università di Zurigo 81o; Università Bocconi 4o, Politecnico di Milano 45o, Luiss Guido Carli 92o)
  - Ranking del 2018: 4º posto (HEC Lausanne 44o, Università Bocconi 6o, Politecnico di Milano 42o, Luiss Guido Carli 88o)
- Financial Times Program Rankings (ranking mondiale per tipo di programma):
  - Financial Times Masters in Management Ranking
    - 1º posto a livello globale con il master in Strategy and International Management (SIM-HSG, 2021)[3]
    - 8º posto a livello globale con il programma CEMS (2019)

  - FT Masters in Finance Ranking: 6º posto a livello globale con il master in banking and finance (MBF-HSG) (2020)
  - FT Global MBA Ranking: 68º posto a livello globale con il programma MBA (2020)
  - FT Executive MBA Ranking: 44º posto a livello globale con il programma Executive MBA (EMBA) (2019)
  - FT Executive Education (customised) Ranking: 36º posto a livello globale per la customised executive education (2018)
  - FT Executive Education (open) Ranking: 28º posto a livello globale per la open executive education
  - FT Top MBAs for Entrepreneurship: 26º posto a livello globale per la customised executive education (2018)

Wirtschaftswoche (ranking per l’area germanofona)
- Ricerca nell’ambito dell’economia aziendale: 1º posto dell'Europa germanofona (2020)[4]

The Economist Ranking:
- Master in Management Ranking (2019): 2º posto a livello globale[5]

QS World University Rankings:
- QS World University Rankings: Masters in Management Ranking: 1o dell’Europa germanofona, 10º posto a livello globale con il programma “Master in Unternehmensführung (MUG-HSG)” (2018)[6]
- QS World University Rankings: Masters in Finance Ranking: 25º posto a livello globale con il programma Master in Banking and Finance (MBF-HSG) (2018)[7]
- QS World University Rankings by Subject Business and Management Studies: 1o dell’Europa germanofona, 45º posto a livello globale (2018)[8]
- QS World University Rankings: Global MBA Ranking: 52º posto a livello globale (2018)[9]
- QS World University Rankings: Executive MBA Ranking: 35º posto a livello globale (2018)[10]

## Unione degli Studenti e Associazioni
All'Università di San Gallo ci sono oltre 80 associazioni. Da lungo tempo un componente fondamentale della cultura delle associazioni è la rivista degli studenti Studierenden-Magazin Prisma, che viene pubblicata dal 1969. Finora sono state pubblicate oltre 340 edizioni. In particolare è famoso il International Students' Committee, un'associazione indipendente dall'università, che è formato da circa 25 studenti della HSG ed organizza ogni anno il St. Gallen Symposium. 
Dal 2010 il Industrial Club funziona da collegamento fra studenti, università e Industria ed è diventata una delle associazioni dell'università con il maggior numero di membri. 
Altrettanto nota è la AIESEC St. Gallen: fondata nel 1951, offre un programma di tirocinio ed organizza numerose conferenze. Una delle associazioni più grosse, con oltre 600 membri è la DocNet, l'associazione dei dottorandi dell'università di San Gallo, la quale organizza anche annualmente il DocNet Management Symposium. Le altre associazioni sono soprattutto associazioni sportive, culturali, unioni di studenti di altre nazioni o altri cantoni, associazioni di specifiche facoltà presenti alla HSG o anche Studentenverbindungen. 
L'organizzazione ufficiale degli ex-allievi dell'università San Gallo è la HSG Alumni.
La Studentenschaft der HSG (SHSG) (Students' union) è l'organo di rappresentanza degli interessi sia degli studenti  che delle associazioni (Vereine). Questa offre svariati servizi e sulla sua pagina Web sono disponibili numerose informazioni. Inoltre la SHSG è attiva in azioni come il supporto agli studenti stranieri di scambio.

## Università partner
L'Università di San Gallo collabora o mantiene delle relazioni per l'interscambio di studenti con le seguenti università:
- Columbia University
- Copenhagen Business School
- Cornell University
- Dartmouth College
- Duke University
- ESADE
- HEC Paris
- IE Business School
- Keio University
- London School of Economics and Political Science
- University of Manchester|Manchester Business School
- McGill University
- National University of Singapore
- New York University
- Northwestern University
- Università di Pechino
- Institut d’études politiques de Paris
- Seoul National University
- Stockholm School of Economics
- Università Tsinghua
- Università commerciale Luigi Bocconi
- Università di Bologna
- University of Melbourne
- Universidad Navarra
- University of Sydney
- University of California, Los Angeles
- University of Chicago
- University of Michigan
- University of Toronto
- Università di Warwick|Warwick Business School